# (159974) Badacsony
(159974) Badacsony est un astéroïde de la ceinture principale.

## Description
(159974) Badacsony est un astéroïde de la ceinture principale. Il fut découvert le 24 janvier 2006 à Piszkesteto par Krisztián Sárneczky. Il présente une orbite caractérisée par un demi-grand axe de 2,40 UA, une excentricité de 0,21 et une inclinaison de 3,6° par rapport à l'écliptique.

## Compléments